# Вольная борьба на летних Олимпийских играх 1964 — до 78 кг
Соревнования по вольной борьбе в рамках Олимпийских игр 1964 года в полусреднем весе (до 78 килограммов) прошли в Токио с 11 по 14 октября 1964 года в «Komazawa Gymnasium».
Турнир проводился по системе с начислением штрафных баллов. За чистую победу штрафные баллы не начислялись, за победу по очкам борец получал один штрафной балл, за ничью два штрафных балла, за поражение по очкам три штрафных балла, за чистое поражение — четыре штрафных балла. Борец, набравший шесть штрафных баллов, из турнира выбывал. Трое оставшихся борцов выходили в финал, где проводили встречи между собой. Встречи между финалистами, состоявшиеся в предварительных схватках, шли в зачёт. Схватка по регламенту турнира продолжалась 10 минут с перерывом в одну минуту после пяти минут борьбы. Была отменена обязательная борьба в партере; теперь в партер ставили менее активного борца.
В полусреднем весе боролись 22 участника. Самым молодым участником был 20-летний Карой Бажко, самым возрастным 35-летний Мадхо Сингх. В категории боролись все призёры последнего чемпионата мира: чемпион мира Гурам Сагарадзе, вице-чемпион Петко Дерменджиев и бронзовый призёр, а также действующий вице-чемпион олимпийских игр Исмаил Оган. Они все и иранский борец Мохаммад Али Санаткаран добрались до пятого круга, где Дерменджиев, проиграв Санаткарану, выбыл из турнира, а Сагарадзе и Оган свели встречу вничью. В финале были проведены, таким образом, лишь две встречи: Сагарадзе — Санаткаран и Оган — Санаткаран, и они обе тоже закончились вничью. Таким образом, результаты всех борцов, включая количество штрафных баллов, были идентичны. Оган стал олимпийским чемпионом ввиду меньшего веса (в полтора килограмма, по другим данным в 700 граммов) в сравнении с Сагардзе, а Санаткаран стал бронзовым призёром, поскольку в финальной части (после отсечки) он дважды свёл встречи вничью, тогда как его конкуренты имели в финальной части по одной ничье.

## Призовые места
- Исмаил Оган (TUR)
- Гурам Сагарадзе (URS)
- Мохаммад Али Санаткаран (IRI)

## Первый круг
| Штрафных баллов | Участник 1                    | Результат   | Участник 2            | Штрафных баллов |
| --------------- | ----------------------------- | ----------- | --------------------- | --------------- |
| 0               | Петко Дерменджиев (BUL)       | Туше (5:53) | Чхве Бён Соп (KOR)    | 4               |
| 1               | Мохаммад Али Санаткаран (IRI) | По очкам    | Мартин Хайнце (EUA)   | 3               |
| 1               | Ясуо Ватанабэ (JPN)           | По очкам    | Штефан Тампа (ROU)    | 3               |
| 0               | Фил Оберлендер (CAN)          | Туше (1:46) | Харальд Барли (NOR) ¹ | 4               |
| 0               | Гурам Сагарадзе (URS)         | Туше (2:32) | Джоб Майо (PHI)       | 4               |
| 2               | Лен Оллен (GBR)               | Ничья       | Шакар Хан Шакар (AFG) | 2               |
| 0               | Исмаил Оган (TUR)             | Туше (4:11) | Чарльз Трайббл (USA)² | 4               |
| 1               | Мадхо Сингх (IND)             | По очкам    | Хулио Граффинья (ARG) | 3               |
| 1               | Жигжидийн Мунхбат (MGL)       | По очкам    | Джон Бойл (AUS)       | 3               |
| 1               | Карой Бажко (HUN)             | По очкам    | Мухаммад Афзал (PAK)  | 3               |
| 1               | Гаэтано Де Вескови (ITA)      | По очкам    | Джо Фини (IRL)        | 3               |

¹ Снялся с соревнований

² Снялся с соревнований

## Второй круг
| Штрафных баллов | Участник 1                    | Результат   | Участник 2               | Штрафных баллов |
| --------------- | ----------------------------- | ----------- | ------------------------ | --------------- |
| 1               | Петко Дерменджиев (BUL)       | По очкам    | Карой Бажко (HUN)        | 4               |
| 4               | Мухаммад Афзал (PAK)          | По очкам    | Чхве Бён Соп (KOR)       | 7               |
| 2               | Мохаммад Али Санаткаран (IRI) | По очкам    | Ясуо Ватанабэ (JPN)      | 4               |
| 4               | Мартин Хайнце (EUA)           | По очкам    | Штефан Тампа (ROU)       | 6               |
| 0               | Фил Оберлендер (CAN)          | Туше (4:29) | Джоб Майо (PHI)          | 8               |
| 0               | Гурам Сагарадзе (URS)         | Туше (3:30) | Шакар Хан Шакар (AFG)    | 6               |
| 4               | Хулио Граффинья (ARG)         | По очкам    | Лен Оллен (GBR)          | 5               |
| 1               | Исмаил Оган (TUR)             | По очкам    | Мадхо Сингх (IND)        | 4               |
| 4               | Джо Фини (IRL)                | По очкам    | Джон Бойл (AUS)          | 6               |
| 2               | Жигжидийн Мунхбат (MGL)       | По очкам    | Гаэтано Де Вескови (ITA) | 4               |

## Третий круг
| Штрафных баллов | Участник 1                    | Результат | Участник 2              | Штрафных баллов |
| --------------- | ----------------------------- | --------- | ----------------------- | --------------- |
| 5               | Мухаммад Афзал (PAK)          | По очкам  | Петко Дерменджиев (BUL) | 4               |
| 3               | Мохаммад Али Санаткаран (IRI) | По очкам  | Карой Бажко (HUN)       | 7               |
| 5               | Ясуо Ватанабэ (JPN)           | По очкам  | Мартин Хайнце (EUA)     | 7               |
| 1               | Гурам Сагарадзе (URS)         | По очкам  | Фил Оберлендер (CAN)    | 3               |
| 5               | Мадхо Сингх (IND)             | По очкам  | Лен Оллен (GBR)         | 8               |
| 2               | Исмаил Оган (TUR)             | По очкам  | Хулио Граффинья (ARG)   | 7               |
| 3               | Жигжидийн Мунхбат (MGL)       | По очкам  | Джо Фини (IRL)          | 7               |
| 4               | Гаэтано Де Вескови (ITA)      | Пропускал |                         |                 |

## Четвёртый круг
| Штрафных баллов | Участник 1                    | Результат                   | Участник 2               | Штрафных баллов |
| --------------- | ----------------------------- | --------------------------- | ------------------------ | --------------- |
| 5               | Петко Дерменджиев (BUL)       | По очкам                    | Гаэтано Де Вескови (ITA) | 7               |
| 3               | Мохаммад Али Санаткаран (IRI) | Отказ от продолжения (8:17) | Мухаммад Афзал (PAK)     | 8               |
| 6               | Ясуо Ватанабэ (JPN)           | По очкам                    | Фил Оберлендер (CAN)     | 6               |
| 2               | Гурам Сагарадзе (URS)         | По очкам                    | Мадхо Сингх (IND)        | 8               |
| 2               | Исмаил Оган (TUR)             | Нарушение правил            | Жигжидийн Мунхбат (MGL)  | 7               |

## Пятый круг
| Штрафных баллов | Участник 1                    | Результат | Участник 2              | Штрафных баллов |
| --------------- | ----------------------------- | --------- | ----------------------- | --------------- |
| 4               | Мохаммад Али Санаткаран (IRI) | По очкам  | Петко Дерменджиев (BUL) | 8               |
| 4               | Гурам Сагарадзе (URS)         | Ничья     | Исмаил Оган (TUR)       | 4               |

## Финал

### Встреча 1
| Штрафных баллов | Участник 1            | Результат | Участник 2                    | Штрафных баллов |
| --------------- | --------------------- | --------- | ----------------------------- | --------------- |
|                 | Гурам Сагарадзе (URS) | Ничья     | Мохаммад Али Санаткаран (IRI) |                 |
|                 | Исмаил Оган (TUR)     | Пропускал |                               |                 |

### Встреча 2
| Штрафных баллов | Участник 1            | Результат | Участник 2                    | Штрафных баллов |
| --------------- | --------------------- | --------- | ----------------------------- | --------------- |
|                 | Исмаил Оган (TUR)     | Ничья     | Мохаммад Али Санаткаран (IRI) |                 |
|                 | Гурам Сагарадзе (URS) | Пропускал |                               |                 |